# فيل بوند
فيل بوند (بالإنجليزية: Phil Bond)‏ مواليد 27 يوليو 1954 في بادوكا، هو لاعب كرة سلة أمريكي سابق. تم اختياره من قبل فريق هيوستن روكتس خلال الدرافت. حمل الرقم 30. يبلغ طوله 6 قدم 2 بوصة (1.9 م). حقق المركز الأول في دورة الألعاب الأمريكية 1975.

## الميداليات
| الميدالية | المسابقة                    |
| --------- | --------------------------- |
| ذهبية     | دورة الألعاب الأمريكية 1975 |

## روابط خارجية
- فيل بوند على موقع إن بي أي (الإنجليزية)
- فيل بوند على موقع سبورتس رفرنس (الإنجليزية)
- فيل بوند على موقع كلية كرة السلة في سبورتس رفرنس.كوم (الإنجليزية)
- فيل بوند على موقع ريلجم (الإنجليزية)
- فيل بوند على موقع بروبوليرز (الإنجليزية)